# Jean Shiley

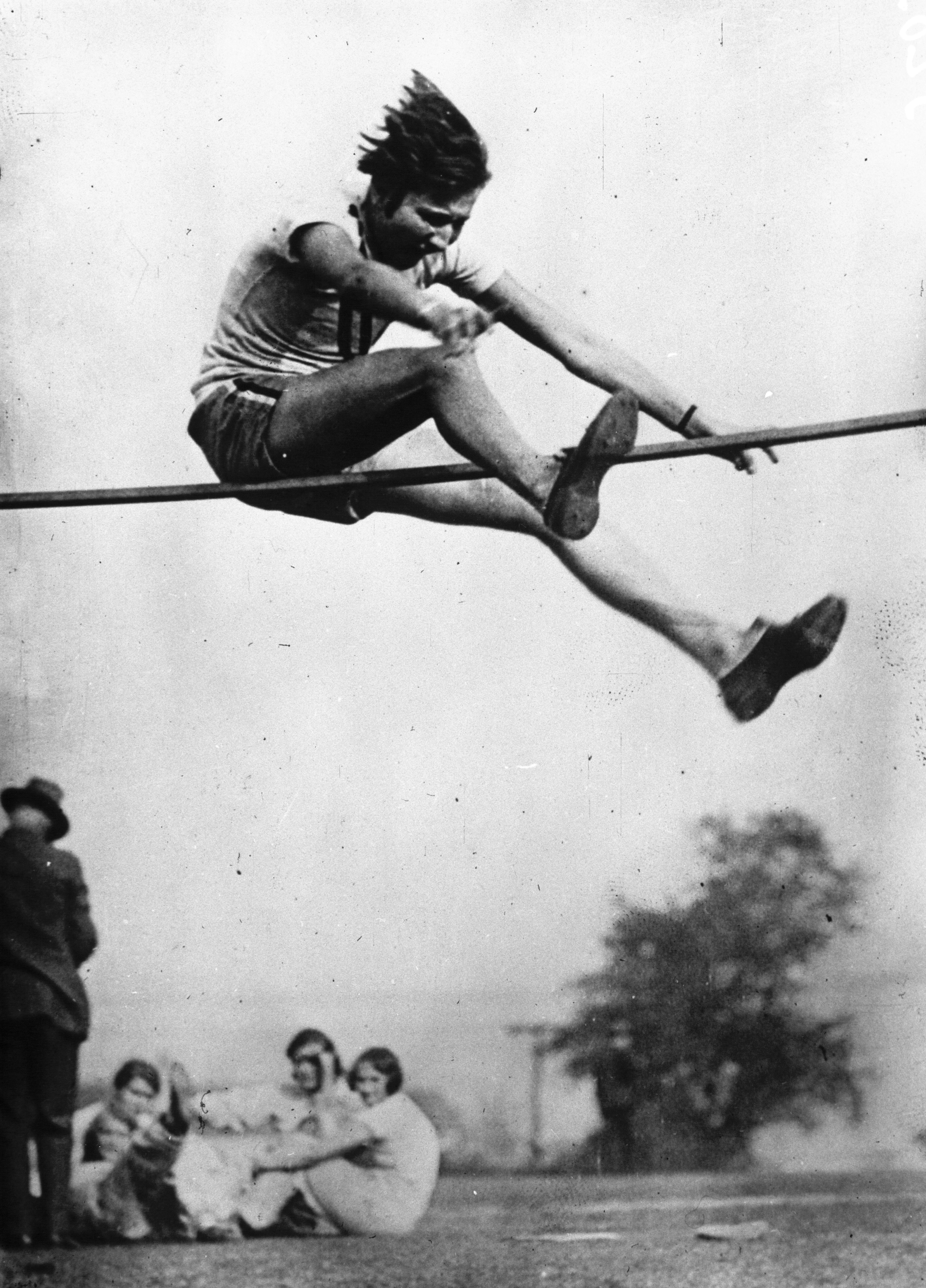
Jean Shiley (1932)

Jean Shiley Newhouse (* 20. November 1911 in Harrisburg, Pennsylvania; † 11. März 1998 in Los Angeles) war eine US-amerikanische Hochspringerin. Bei einer Körpergröße von 1,78 m betrug ihr Wettkampfgewicht 61 kg.
1928 wurde Jean Shiley bei den Olympischen Spielen Vierte mit übersprungenen 1,51 Meter. Bei den Olympischen Spielen 1932 in Los Angeles gewann sie den Titel mit der Weltrekordhöhe von 1,65 Meter vor Mildred Didrikson mit der gleichen Höhe. Im Stichkampf übersprang Shiley sogar 1,67 Meter, der Stichkampf wurde jedoch als Weltrekordversuch nicht anerkannt. Der Weltrekord wurde 1939 von der Britin Dorothy Odam mit 1,66 Meter übertroffen, als Landesrekord der Vereinigten Staaten hatte der Rekord bis 1948 Bestand.